# Full-court press
Die Full-court press (deutsch umgangssprachlich Ganzfeldpresse) ist eine Verteidigungstaktik beim Basketball.
Im Normalfall baut sich die Verteidigungsformation in der eigenen Spielfeldhälfte auf. Bei der Full-court press wird diese Formation auf den kompletten court (das gesamte Spielfeld) ausgeweitet, um die gegnerische Mannschaft unter Druck zu setzen. Hierbei spielt die Wurfuhr eine entscheidende Rolle: da der Gegner nur 24 Sekunden Zeit hat (shotclock), um mit einem Wurf abzuschließen, kann die Ganzfeldpresse diesen Zeitdruck verstärken, indem sie den Spielaufbau im Keim erstickt.
Diese Taktik ist vor allem in folgenden Fällen sinnvoll:
- Der gegnerische Aufbauspieler ist schwach und neigt zu Fehlern bei intensivem Verteidigungsdruck.
- Die verteidigende Mannschaft ist überlegen in Kraft und Schnelligkeit bzw. hat viele starke Auswechselspieler zur Verfügung, so dass diese kraftraubende Verteidigung möglich wird.
- Die gegnerische Mannschaft liegt in Führung und es bleibt wenig Zeit (z. B. unter zwei Minuten). Um das Spiel noch zu gewinnen, muss so schnell wie möglich der Ball erobert werden.